# Paràmetre de Tisserand
En mecànica celeste, el  paràmetre de Tisserand  (o invariant de Tisserand) és un valor utilitzat en el problema dels tres cossos. El seu nom es deu a l'astrònom francès François Félix Tisserand.
Com a conseqüència del criteri de Tisserand està sota la hipòtesi que el segon cos estigui recorrent una òrbita circular i que el tercer cos tingui una massa infinitesimal respecte als altres dos cossos; el paràmetre es manté costant en el cas de pertorbacions en l'òrbita del tercer cos induïdes pel segon cos.

## Definició
S'expressa amb la fórmula:
{\displaystyle T={\frac {a_{p}}{a}}+2\cdot {\sqrt {{\frac {a}{a_{P}}}(1-{e}^{2})}}\cos {i}}
on {\displaystyle {a_{P}}} és el semieix major de l'òrbita del segon cos (la massa pertorbadora) i {\displaystyle {a}}, {\displaystyle {e}}, {\displaystyle {i}} són, respectivament, el semieix major, l'excentricitat i la inclinació de l'òrbita del tercer cos.
La quasi-conservació del paràmetre de Tisserand és una conseqüència de la relació de Tisserand. A la pràctica, quan el paràmetre no es manté constant està subjecte a variacions molt limitades en el cas que sigui aplicat a les pertorbacions induïdes sobre les òrbites d'asteroides, estels o satèl·lits artificials que orbiten planetes.

## Aplicacions pràctiques
- Sovint s'indica amb TJ el paràmetre de Tisserand calculat considerant Júpiter com a segon cos i és així utilitzat per distingir els asteroides dels cometes quan els primers tenen generalment TJ major a 3 la segona TJ compresa entre 2 i 3.[2]
- Aquest paràmetre pot ser utilitzat per avaluar si dos diverses observacions poden referir al mateix cos.
- El respecte del paràmetre limita les òrbites sobre les quals es pot introduir utilitzant l'assistència gravitatòria
- TN (el paràmetre de Tisserand calculat considerant Neptú com a segon cos) ha estat proposat per a distingir els objectes transneptunians del disc dispers i del disc dispers mateix.